# Raffaele Ferraro
Raffaele Ferraro (Napoli, 21 luglio 1966) è un militare italiano, Maresciallo Capo dell'Arma dei Carabinieri, insignito di Medaglia d'oro al valor civile.

## Biografia
È nato a Napoli nel 1966, da quando è entrato nell’Arma ha sempre lavorato fra Viareggio e Torre del Lago.
Sposato e padre di due figli (Vincenzo e Raoul), subito dopo essere entrato nell’Arma dei carabinieri Raffaele Ferraro dal 1991 al 1993 è stato in forza alla stazione di Torre del Lago. Poi, grazie alle sue doti investigative, dal 1994 è passato al nucleo radiomobile e dopo poco è entrato a far parte del nucleo operativo della compagnia di Viareggio. Nel suo curriculum tantissime importanti operazioni svolte in tutta la Versilia: dalla droga alla criminalità organizzata fino ai casi più spinosi legati ai più efferati omicidi consumatisi nella zona. Il fiore all’occhiello della sua brillante carriera, però, risale al dicembre del 2002, quando da solo bloccò ed arrestò l’ex estremista di destra Giorgio Invernizzi mentre stava mettendo a segno una rapina alla Banca di Roma di via Leonardo da Vinci. Un episodio che gli è valsa anche la medaglia d’oro al valor civile consegnatagli dall’allora presidente della repubblica Carlo Azeglio Ciampi. 